# Parafia Matki Boskiej Częstochowskiej w Ostrowie Wielkopolskim
Parafia pw. Matki Boskiej Częstochowskiej w Ostrowie Wielkopolskim – rzymskokatolicka parafia w dekanacie Ostrów Wielkopolski II, należąca do diecezji kaliskiej. 

## Historia
Parafia pw. Matki Boskiej Częstochowskiej w Ostrowie Wielkopolskim została erygowana 1 lipca 1994 roku dekretem bp. Stanisława Napierały. Jej powstanie było inicjatywą mieszkańców osiedla Zębców.
Pierwszym proboszczem został ks. Jerzy Kaniewski, który zorganizował duszpasterstwo oraz doprowadził do powstania cmentarza parafialnego. W 2003 rozpoczęto przebudowę istniejącej kaplicy oraz wyposażenie nowego kościoła. 29 sierpnia 2005 bp Stanisław Napierała dokonał konsekracji nowej świątyni.

## Proboszczowie
- ks. kan. Jerzy Kaniewski (1994–2002)[2]
- ks. kan. Zdzisław Gościniak (2002–2017)[2]
- ks. kan. Waldemar Willak (od 2017)[2]